# Tramezzino

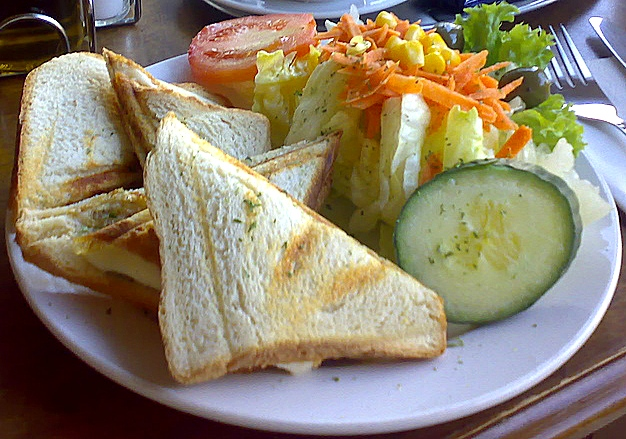
Tramezzini.

El tramezzino es un sándwich que por el corte realizado se presenta de forma triangular. Consiste en un sándwich elaborado con pan de molde al que se le ha quitado la cáscara tostada. Suele ser relleno de atún, aceitunas (a veces en forma de tapenade) y jamón.

## Historia
El origen de este sándwich se encuentra en el Caffè Mulassano de la Piazza Castello en Turín donde fue diseñado como, una alternativa con sabor italiano, a los sándwiches ingleses típicos de los high tea sándwiches. En la actualidad la oferta de sándwiches es tan variada que ofrece cerca de 40 variedades de tramezzini. Se menciona que la palabra tramezzino fue inventada por el escritor Gabriele D'Annunzio como un substituto de la palabra inglesa "sandwich", siendo más fácil de pronunciar para un hablante italiano (sin llegar a ser un neologismo). La palabra "Tramezzino" suena como "en medio de", con la añadidura del sufijo en diminutivo "-ino".